# 紅腹燈孔鯛
紅腹燈孔鲷，为輻鰭魚綱奇鯛目大鱗鲷科的其中一種。分布於北大西洋區的亞速群島西方海域，屬深海魚類，棲息深度可達3000公尺，體長可達7.3公分。

## 扩展阅读
維基物種上的相關：紅腹燈孔鲷